# Anomiopus similis
Anomiopus similis là một loài bọ cánh cứng trong họ Bọ hung (Scarabaeidae).